# Alois Maria Haas

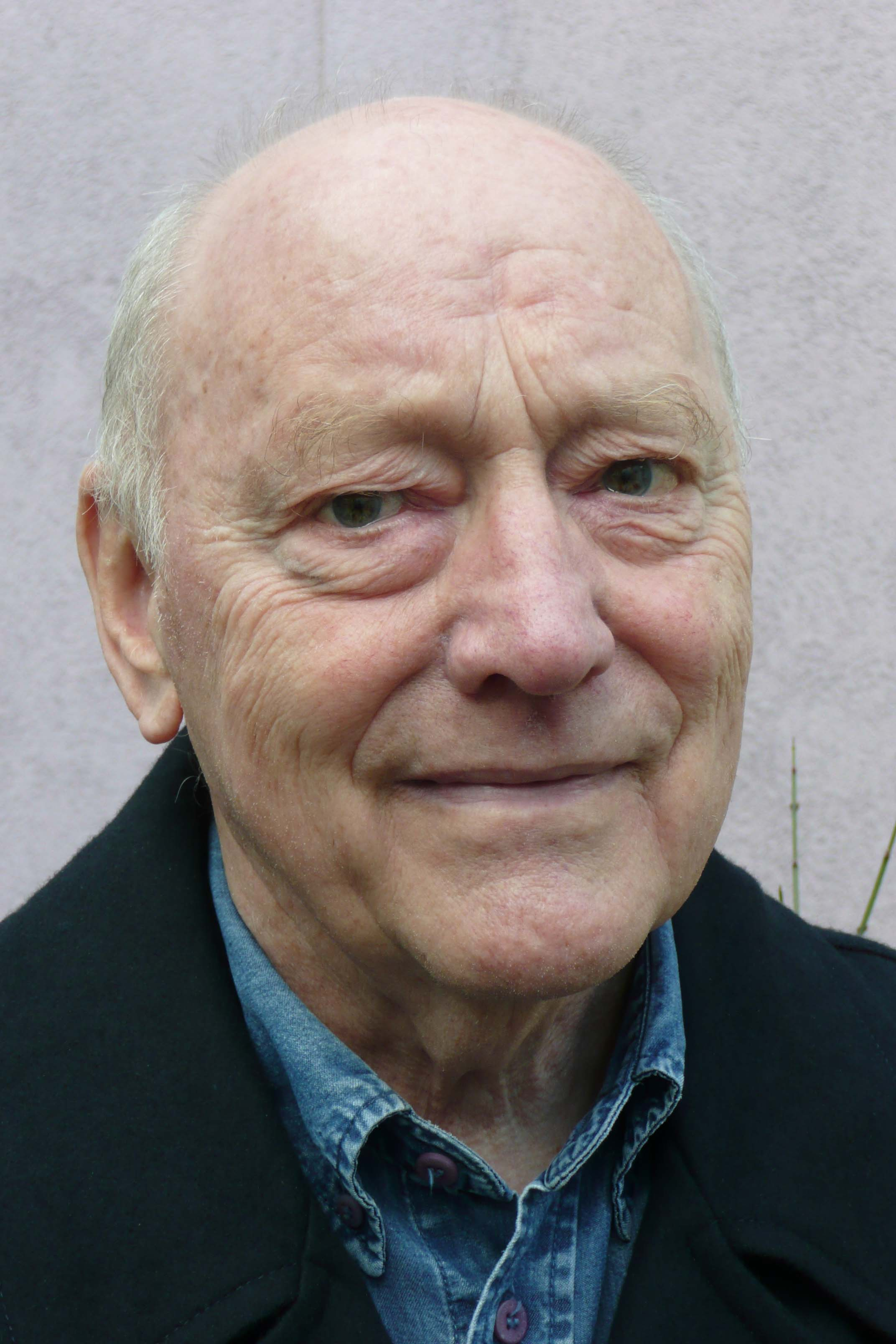
Alois Maria Haas (2009)

Alois Maria Haas (* 23. Februar 1934 in Zürich; † 12. Januar 2025 ebendort) war ein Schweizer Germanist, Literaturwissenschafter, Mystikforscher und Philosoph. Er wirkte von 1971 bis 1999 als Professor für Ältere Deutsche Literatur an der Universität Zürich.

## Leben
Alois Maria Haas wuchs als drittes von vier Kindern eines Bäckermeisters auf. Er besuchte von 1949 bis 1955 das Gymnasium des Benediktinerklosters Engelberg, wo er zum ersten Mal mit den Schriften der deutschen Mystiker in Berührung kam. Mit 17 schrieb er den Theologen Hans Urs von Balthasar an, der zu einem wichtigen geistlichen Lehrer und Mentor wurde. Ab 1955 studierte er Germanistik, Philosophie und Geschichte an der Universität Zürich. Studienaufenthalte führten ihn nach Berlin (1956), wo er u. a. bei Wilhelm Weischedel und Helmut de Boor Vorlesungen besuchte, Paris (1958) und München (1964). Während seines Studiums absolvierte er zwei Jahre Militärdienst in der Schweiz. Er promovierte 1964 bei Max Wehrli mit einer Arbeit über Wolframs Parzival. Seine Habilitation in Germanistik über den Aufruf zur Selbsterkenntnis bei den Mystikern Meister Eckhart, Johannes Tauler und Heinrich Seuse erfolgte 1969. 
Von 1969 bis 1971 war Haas ausserordentlicher Professor an der McGill University in Montreal, anschliessend ausserordentlicher und ab 1974 ordentlicher Professor am Lehrstuhl für «deutsche Literaturgeschichte von den Anfängen bis 1700» in Zürich. 1978 wurde ihm von der Theologischen Fakultät der Universität Freiburg (Schweiz) der Ehrendoktortitel verliehen. Im akademischen Jahr 1988–1989 war er Fellow am Wissenschaftskolleg zu Berlin, wo er grosse Teile seines Buches Mystik als Aussage verfasste. 1999 wurde er emeritiert. 
Ab 2000 war er mit der Psychotherapeutin Paula Arvio-Haas verheiratet. 2001 schenkte Haas einen Grossteil seiner Bibliothek, ungefähr 40’000 Bände, der Universität Pompeu Fabra in Barcelona, die im Juli 2003 die Bibliotheca Mystica et Philosophica Alois Maria Haas eröffnete. 2009 erhielt er von dieser Universität seinen zweiten Ehrendoktortitel. 2019 schenkte er der Universität weitere 5’000 Bücher, die er inzwischen gesammelt hatte. Haas starb am 12. Januar 2025 nach längerer Krankheit im Alter von 90 Jahren.
Zu seinen Schülern zählen Claudia Brinker-von der Heyde, Sieglinde Geisel, Roland Gröbli, Hildegard Keller, Johannes Keller, Niklaus Largier, Max Schiendorfer, Bettina Spoerri.

## Denken
Alois M. Haas befasste sich jahrzehntelang mit der abendländischen Spiritualitätsgeschichte sowie theologischen und religionsphilosophischen Fragen. Seine Forschung lässt sich als «Archäologie christlicher Fundamente von der Spätantike bis zur Schwelle der Neuzeit» beschreiben. Der Schwerpunkt lag dabei auf der deutschsprachigen Mystik, wobei ihn die Frage, ob den verschiedenen Mystiken vergleichbare Erfahrungen zugrunde liegen, auch zur Untersuchung von zenbuddhistischen und hinduistischen Texten führte. Vom Suhrkamp-Verlag wurde Haas als «der unbestrittene Meister der sogenannten Deutschen Mystik» bezeichnet. Nach Hildegard Keller lässt sich Haas’ Forschungsprogramm seit seiner Habilitation in folgender Weise umschreiben: «Suche nach den denkerischen und anthropologischen Grundlagen des menschlichen Erkennens selbst, indem du ergründest, was in einer bestimmten Zeit dem Menschen die Wahrnehmung seiner selbst in allen Dimensionen seines Seins und deren Wortwerdung ermöglicht.» In späteren Jahren wandte sich Haas auch der atheistischen Mystik Friedrich Nietzsches und den mit diesem verbundenen Positionen der Moderne und der Postmoderne zu.
Haas betonte, «dass die mystische Erfahrung in jedem Fall eine Setzung des Glaubens sei (welchen theistischen oder atheistischen Inhalts auch immer) und nicht etwa als logische oder psychoanalytische Ableitung plausibel zu machen ist». Als katholischer Intellektueller war er bemüht, sich «einen Reim auf die nahezu totale Unsicherheit zu machen, die heute unsere geistigen Inspirationen aufs Absolute beherrscht». Nach seiner Erfahrung gibt es kein Dunkel ohne Licht, das Dunkel sei selber Licht, «das sich nicht immer in Satzwahrheiten dokumentieren, dafür aber in Lebenswirklichkeiten erahnen» lasse.
Als eine «Theologie der Lektüre und des Lesens» beschreibt Niklaus Largier Haas’ Denken. Haas gehe aus von der «sprachliche[n] Verfasstheit allen Denkens und aller Erfahrung, hinter die auch Theologie und Philosophie nicht zurückzugehen vermögen». Theologische Begriffe und Vorstellungen seien nicht losgelöst von ihrer historischen, sprachlich-textlichen Gestalt zu erfassen. Haas’ Forschungsgegenstand sei daher die Sprache als Mittel der mystischen Erfahrung. Mystik sei «über ihre Artikulationsformen, ihre Rhetorik und ihre Poetik» zu greifen. Kennzeichnend für Haas’ Forschung und seine Unterrichtstätigkeit sei folglich ein «Insistieren auf dem Text und dem präzisen Lesen». Als zentrales Thema von Haas’ Denken benennt Largier die «Frage nach dem Verhältnis von Immanenz und Transzendenz», wie sie sich in den Texten der Mystiker, aber auch bei postmodernen Denkern artikuliere. Die Sprachexperimente der Mystiker führten die Dimension der Transzendenz als «Herausforderung» und «Provokation»  vor Augen, die ihre «kritische Spannung» zur Immanenz nie verlöre. «Haas macht die Leser seiner Werke damit zu Lesern, die sich in ihrem Denken und in ihrer Selbstwahrnehmung gleichzeitig ihrer eigenen Geschichtlichkeit und der Transzendenz zu stellen haben, welche die Texte in komplexen sprachlichen Formen in die Welt einführen.» Haas’ Werk rehabilitiere die Vorstellung der Transzendenz, indem es der Sprache und der Schrift «eine göttliche Kraft, eine Präsenz des verborgenen Gottes» zugestehe, die wir als Leser aber nie vollständig zu erschliessen vermögen.

## Schriften
Alois Maria Haas veröffentlichte Bücher und über 200 Artikel, Aufsätze und Beiträge in wissenschaftlichen Publikationen. Mehrere seiner Bücher wurden in andere Sprachen übersetzt.

### Monografien
- Parzivals «tumpheit» bei Wolfram von Eschenbach. Schmidt, Berlin 1964 (= Philologische Studien und Quellen. Band 21).
- Nim din selbes war. Studien zur Lehre von der Selbsterkenntnis bei Meister Eckhart, Johannes Tauler und Heinrich Seuse. Uni-Verlag, Freiburg i. Ü. 1971.
- Sermo mysticus. Studien zu Theologie und Sprache der deutschen Mystik. Uni-Verlag, Freiburg i. Ü. 1979, ISBN 3-7278-0189-1.
- als Beiträger: Christus in uns. Mystische Strömungen von Angelus Silesius bis Tersteegen. Evangelische Akademie Baden, Karlsruhe 1983, ISBN 3-88450-046-5.
- Geistliches Mittelalter. Uni-Verlag, Freiburg i. Ü. 1984, ISBN 3-7278-0306-1.
- Deum mistice videre … in caligine coincidencie. Zum Verhältnis Nikolaus’ von Kues zur Mystik. Helbing und Lichtenhahn, Frankfurt am Main 1989, ISBN 3-7190-1051-1.
- als Beiträger: Die dunkle Nacht der Sinne. Leiderfahrung und christliche Mystik. Patmos, Düsseldorf 1989, ISBN 3-491-77786-0.
- Todesbilder im Mittelalter. Fakten und Hinweise in der deutschen Literatur. Wissenschaftliche Buchgesellschaft, Darmstadt 1989, ISBN 3-534-06719-3.
- Gottleiden – Gottlieben. Zur volkssprachlichen Mystik im Mittelalter. Insel, Frankfurt am Main 1989, ISBN 3-458-16009-4.
- als Beiträger: Eckardus Theutonicus, homo doctus et sanctus. Nachweise und Berichte zum Prozess gegen Meister Eckhart. Uni-Verlag, Freiburg i. Ü. 1992, ISBN 3-7278-0773-3.
- Meister Eckhart als normative Gestalt geistlichen Lebens. Johannes, Freiburg i. B. 1995, ISBN 3-89411-141-0.
- Kunst rechter Gelassenheit. Themen und Schwerpunkte von Heinrich Seuses Mystik. Lang, Berlin / Bern 1996, ISBN 3-906756-82-3.
- Mystik als Aussage. Erfahrungs-, Denk- und Redeformen christlicher Mystik (= Suhrkamp Taschenbuch Wissenschaft. Band 1196). Mit einem Namen- und Sachregister von Louise Gnädinger. Suhrkamp, Frankfurt am Main 1996, ISBN 978-3-518-28796-5. Neuauflage: Verlag der Weltreligionen, Frankfurt / Leipzig 2007, ISBN 978-3-458-72003-4.
- Der Kampf um den Heiligen Geist – Luther und die Schwärmer. Uni-Verlag, Freiburg i. Ü. 1997, ISBN 3-7278-1114-5.
- Nietzsche zwischen Dionysos und Christus. Einblicke in einen Lebenskampf. Hrsg. und mit einem Essay von Hildegard Elisabeth Keller. DreiPunktVerlag, Wald/Zürich 2003, ISBN 3-905409-06-2.
- Mystik im Kontext. Fink, München 2004, ISBN 3-7705-3693-2.
- «… das Letzte unserer Sehnsüchte erlangen.» Nikolaus von Kues als Mystiker. Trierer Cusanus Lecture. Paulinus, Trier 2008, ISBN 978-3-7902-1482-6.
- Wind des Absoluten. Mystische Weisheit der Postmoderne? Johannes, Freiburg i. B. 2009, ISBN 978-3-89411-409-1.
- mit Thomas Binotto: Meister Eckhart – der Gottsucher. Aus der Ewigkeit ins Jetzt. Kreuz, Freiburg i. Ü. 2013, ISBN 978-3-45161-230-5.
- Mystische Denkbilder. Johannes, Freiburg i. Br. 2014, ISBN 978-3-89411-423-7.
- Offene Horizonte. Gott Engel Mensch. Johannes, Freiburg i. Br. 2019, ISBN 978-3-89411-447-3.

### Herausgeberschaft
- Das «Einig Ein». Studien zu Theorie und Sprache der deutschen Mystik. Uni-Verlag, Freiburg i. Ü. 1980, ISBN 3-7278-0221-9.
- Schwierige Frauen – schwierige Männer in der Literatur des Mittelalters. Lang, Berlin / Bern 1999, ISBN 3-906760-45-6.

### Edition
- Johann Fischart: Flöh Hatz, Weiber Tratz. Reclam, Stuttgart 1967.
- Johann Fischart: Das Glückhafft Schiff von Zürich. Reclam, Stuttgart 1967.
- Abraham a Sancta Clara: Wunderlicher Traum von einem großen Narrennest. Reclam, Stuttgart 1969.
- Andreas Gryphius: Catharina von Georgien. Reclam, Stuttgart 1975, ISBN 3-15-009751-7.
- Jan van Ruusbroec: Die Zierde der geistlichen Hochzeit. Johannes, Einsiedeln 1987, ISBN 3-265-10321-8.
- Nikolaus von Kues: Vom Sehen Gottes. Ein Buch mystischer Betrachtung. Artemis, Zürich 1987, ISBN 3-7608-0728-3.
- Johannes Tauler: Predigten. Band I und Band II. Johannes, Einsiedeln 1987, ISBN 3-89411-275-1.
- Theologia deutsch. «Der Franckforter» (Johannes de Francfordia). Johannes, Freiburg i. B. 1993, ISBN 3-89411-279-4.
- Studienausgabe Hans Urs von Balthasar. Johannes, Einsiedeln 1998. (9 Publikationen)

### Reihen
- 1990–2000: Herausgeber der Nova Acta Paracelsica. Band 6–14. Lang, Bern.
- Deutsche Literatur von den Anfängen bis 1700. Band 1–38. Lang, Bern.
- Studien zur Germanistik, Anglistik und Komparatistik. Bouvier, Bonn.

### Hörbuch
- Mein Geist hat sich verwildet. Alois M. Haas erzählt eine persönliche Geschichte der Mystik. Konzeption und Regie: Dagmara Kraus, Klaus Sander. Erzähler: Alois M. Haas, Box mit 3 Audio-CDs und Booklet. Supposé, Wyk auf Föhr 2021, ISBN 978-3-86385-202-3

## Ehrungen
- 1978: Dr. theol. h. c. von der Theologischen Fakultät der Universität Freiburg (Schweiz)
- 1988–1989: Fellow am Wissenschaftskolleg Berlin
- 1989–2000: Präsident der Schweizerischen Paracelsus-Gesellschaft
- 1979: Ehrengabe der Literaturkommission des Kantons Zürich
- 1996: Ehrengabe der Literaturkommission der Stadt Zürich
- 1992–2006: Präsident, ab 2006 Ehrenpräsident der Hans-Urs-von-Balthasar-Stiftung
- 2009: Dr. h. c. der Universität Pompeu Fabra, Barcelona
- 2015: Zeno Karl Schindler-Preis / SAGG-Preis für deutsche Literaturwissenschaft